# Wulff Joseph Wulff
Wulff Joseph Wulff (23. april 1809 – 1842) var en dansk jøde, som gjorde tjeneste på Guldkysten.
Wulff Joseph Wulff har ydet et vigtig bidrag til vores viden om det danske liv på Guldkysten, hvor han var assistent på den danske handelsstation Fort Christiansborg i Accra. Han lod sig delvis integrere i det afrikanske samfund. Wulff Joseph Wulff blev født i Randers og døde i landsbyen Osu, hvor hans grav stadig findes. Under sit ophold i Accra skrev han til sine forældre og sin svoger. De blev samlet og udgivet som bog med titlen Da Guinea var dansk i 1917. I 2004 er brevene genudgivet nu på engelsk med hans biografi.
I 1834 ansøgte Wulff Joseph Wulff om en ledig stilling på Fort Christiansborg, og han forlod Danmark i 1836 med skibet Den danske Eeg. På Guldkysten mødte han flere rige handelsmænd fra Europa eller med europæiske aner. En af dem var Henrich Richter, som var en rig og succesfuld handelsmand. Han havde hundredvis af slaver og var gift med en afrikansk kvinde efter lokal skik. Danske mænd kunne indgå et midlertidigt ægteskab med afrikanske kvinder.
Da Wulff Joseph Wulff opholdt sig på Guldkysten, havde dansk slavehandel været forbudt i 30 år. Slaveri eksisterede stadigvæk på Guldkysten, men transatlantisk slavehandel foregik kun i det skjulte. Danmark, der havde haft handelsstation i 200 år, forsøgte sig nu med plantagedrift, bl.a. med produktion af vegetabilsk olie.
I det første år i Accra etablerede Wulff Joseph Wulff et forhold til mulatkvinden Sara Malm, som oprindeligt hed Tim Tam og tilhørte Ga-folket. Hun var døbt og havde fået et dansk navn. Wulff Joseph Wulff omtalte hende aldrig som sin kone, men som sin Mulatinde. Forholdet mellem dem omtales som et ægteskab, og han behandlede hende som sin kone. Det ser ud til at de fik tre børn, Theodore Ulysses (ældste søn), Wilhelmina Josephine (datter) og Frantz (yngste søn).
Familien boede dels på fortet, dels i landsbyen Ocu, hvor Wulff Joseph Wulff byggede sit eget hus, Frederiksminde. Han blev gravlagt på afrikansk vis, under kældergulvet i sit hus, og ved hans side blev datteren gravlagt. I Accra har han en stor efterslægt, og familien nyder stor respekt i Ga-folket. Familienavnet går stadig i arv efter syv generationer.
Wulff Joseph Wulff var også slaveejer. Han nævner, at hans mulatinde skal arve to slaver efter hans død.